# Nitroglicerin
Nitroglicerin je tehnički naziv za ester glicerola i dušične kiseline. Dobiva se nitriranjem alkohola glicerola. Poznat je pod starim nazivom nitroglicerin, iako nije nitro-spoj.
Kemijska formula na 13°C glasi: C3H5N3O9 ili C3H5(NO3)3, a na 16°C: C3H5(ONO2)3. Gustoća mu je na 15°C: 227,0872 g/mol i 1,599 g/cm3, a na 13.2°C 1,1.
Gliceril-trinitrat je teška, slatkasta, uljasta i otrovna tekućina, u čistom stanju bezbojna, krutišta 13°C.
Ne smije se čuvati na temperaturi nižoj od 15°C, pogotovo kristaliziranog, jer tada postaje vrlo osjetljiv. Zato se čuva na temperaturi od oko 20-25°C, u tami.
Iako ga nije izumio, Alfred Nobel ga je iskoristio za proizvodnju dinamita, stabiliziravši ga miješanjem s infuzorijskom zemljom. Dinamit je u povijesti bio vrlo korišteni eksploziv, no zbog visoke osjetljivosti, istisnuli su ga moderniji i stabilniji eksplozivi.
Danas ponajviše služi kao lijek kod srčanih stanja (angina pectoris, itd.), te kao plastifikator kod nekih čvrstih goriva.
Maksimalna temperatura izgaranja gliceril-trinitrata je oko 4650°C, a brzina detonacije gotovo 8000 m/s. Spontani raspad, koji uključuje ispuštanje dušikovih oksida, odvija se iznad temperature od 50°C.